# Nikolaus Adaukt Voigt

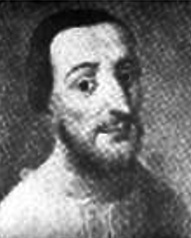
Nikolaus Adaukt Voigt

Nikolaus Adaukt Voigt, Ordensname Adauctus a Sancto Germano (tschechisch Mikuláš Adaukt Voigt; * 14. Mai 1733 in Oberleutensdorf; † 18. Oktober 1787 in Nikolsburg) war ein böhmischer Piarist und Gelehrter. Er gilt als Begründer der wissenschaftlichen Numismatik in Böhmen.

## Leben
Voigt wuchs in Oberleutensdorf deutschsprachig auf. 1747 trat er in Slaný in den Piaristenorden ein. Während dieser Zeit erlernte er auch die tschechische Sprache. Anschließend studierte er am Jesuitenkolleg in Komotau und am Piaristenkolleg in Litomyšl Theologie und Philosophie. 1758 erhielt er in Olmütz die Priesterweihe. 
Danach wirkte er in Kirchberg (Hunsrück) als Prediger und ab 1760 als Lehrer für Dicht- und Redekunst. 1766 kehrte Voigt als Lehrer für Philosophie in Slaný nach Böhmen zurück. Ab 1769 lehrte er am Piaristengymnasium von Kosmonosy Mathematik. Im Jahre 1770 wurde er durch Gelasius Dobner als Lehrer an das Prager Piaristengymnasium berufen. Dort war er ab 1771 als Vizerektor Stellvertreter Dobners. Im Umfeld der katholischen gelehrten Aufklärung Dobners entstanden Voigts wissenschaftliche Werke. Er katalogisierte die numismatische Sammlung des Bischofs Emmanuel Ernst von Waldstein, beschrieb den Münzschatz von Podmokl, die böhmischen Münzen in chronologischer Ordnung sowie die unter Maria Theresia geprägten Schau- und Denkmünzen. Außerdem verfasste er Werke über die böhmische und mährische Literatur- und Kunstgeschichte.
Im Jahre 1777 folgte Voigt einem Ruf als ordentlicher Professor für Geschichte an die Universität Wien, wo er zugleich zum Kustos der Münzsammlung der Hofbibliothek berufen wurde. 1784 legte Voigt seine Ämter in Wien aus gesundheitlichen Gründen nieder und übersiedelte ins Piaristenkloster Nikolsburg. Anlass dafür war auch seine Missbilligung der Josephinischen Reformen. Bis zu seinem Tode arbeitete er als Bibliothekar der Fürsten Dietrichstein in Nikolsburg.

## Publikationen
- Schreiben an einen Freund von den bei Podmokl einen in der Hochfürstl. Fürstenbergischen Herrschaft Pürglitz gelegenen Dorfe in Böhmen gefundenen Goldmünzen, Prag 1771.
- Beschreibung der bisher bekannten Böhmischen Münzen nach chronologischer Ordnung : nebst einem kurzen Begriff des Lebens der Münzfürsten, und anderer, auf welche sie gespräget worden: mit eingestreuten historischen Nachrichten von dem Bergbaue in Böhmen Prag 1771–1787, 4 Bde., mit Vignetten von Johann Balzer
- Effigies virorum eruditorum atque antificum Bohemiae et Moraviae, Prag 1773–1782, 4 Bde., deutschsprachige Ausgabe unter dem Titel Abbildungen böhmischer und mährischer Gelehrten und Künstler
- Acta litteraria Bohemiae et Moraviae, Prag 1774–1783, 2 Bde.
- Untersuchung über die Einführung, den Gebrauch und die Abänderung der Buchstaben und des Schreibens in Böhmen, Prag 1775
- Versuch einer Geschichte der Universitaet zu Prag, Prag 1776
- Uiber den Gebrauch der Volkssprache bey dem öffentlichen Gottesdienste, Wien 1783
- Nummi Germaniae medii aevi, qui in Nummophylacio caesareo vindobonensi adservantur, eos ordine chronologico disposuit, descripsit et, ubi opus fuerat, illustravit, Wien 1783
- Gedanken über der Piaristen Verfassung und Lehrart, Brünn 1787
- Ueber den Geist der Böhmischen Gesetze in den verschiedenen Zeitaltern, Dresden 1788
- Leben Franz Fürsten und Kardinals von Dietrichstein. Mit Anmerkungen und einem Anhange von Fulgentius Schwab, Leipzig 1792